# Pauvreté en Haïti

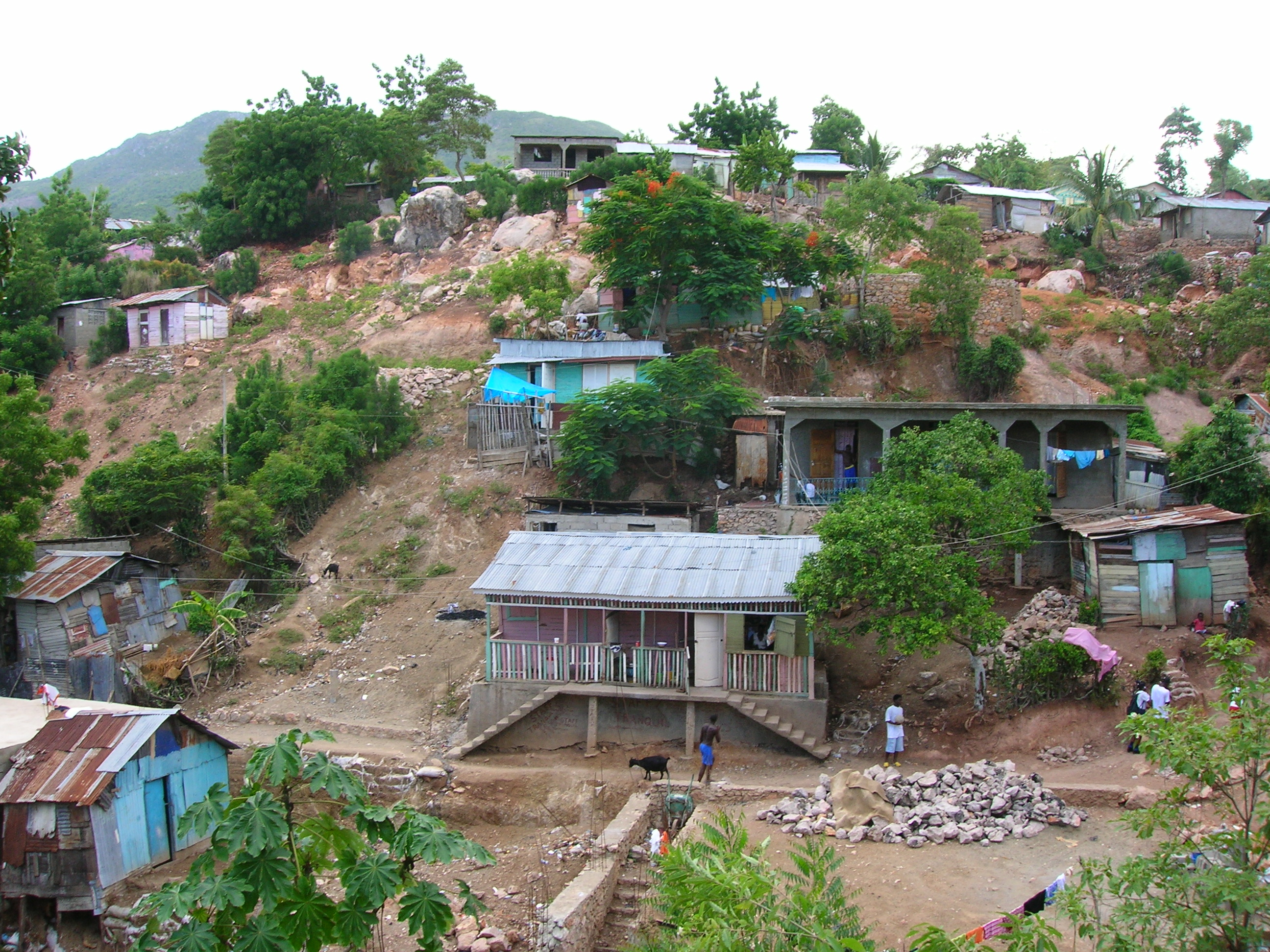
Bidonville de la zone de Bas-Ravine, au nord du Cap-Haïtien.

La pauvreté en Haïti est un problème très ancien qui affecte la population de cette île au quotidien et joue un rôle important dans leur vie quotidienne. De nombreux problèmes tels que le logement, la nutrition, l'éducation, les soins de santé, les taux de mortalité infantile ainsi que les facteurs environnementaux sont très fréquents dans les communautés les plus pauvres du pays. Les zones rurales du pays sont depuis longtemps confrontées à de mauvaises conditions de vie en Haïti. Cela a pour conséquence que de nombreux Haïtiens migrent vers la capitale, Port-au-Prince. La pauvreté en Haïti est considérée comme l'une des plus graves de l'hémisphère occidental.

## Agriculture

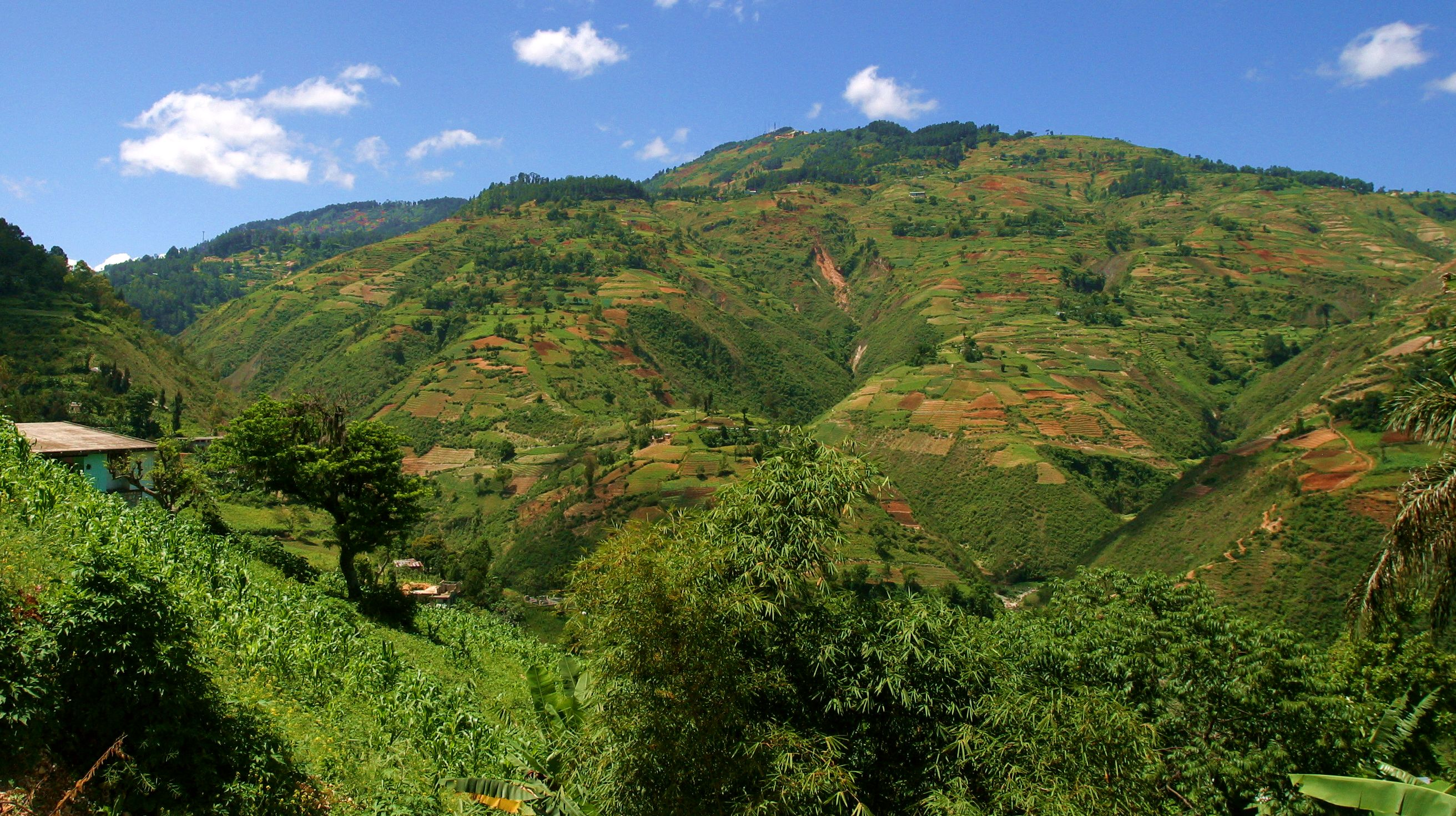
Parcelles agricoles de montagne près de Port-au-Prince, Haïti

Haïti a un relief plus montagneux que celui de la Suisse, il dispose d'une quantité limitée de terres arables. Au début des années 1980, le département de l'Agriculture des États-Unis mène une études de sol qui montre que 11,3 % des terres sont très propices aux cultures, tandis que 31,7 % le sont avec certaines restrictions liées à l'érosion, à la topographie ou à la conservation. Les enquêtes révèlent que 2,3 % des terres sont médiocres en raison d'un mauvais drainage, mais sont acceptables pour la culture du riz, tandis que 54,7 % ne conviennent qu'à l'arboriculture ou aux pâturages en raison d'une forte érosion ou de pentes abruptes. Selon les estimations de l'utilisation des terres en 1978, 42,2 % des terres étaient en culture constante ou itinérante, 19,2 % étaient des pâturages et 38,6 % n'étaient pas cultivées.
Les agriculteurs haïtiens emploient des méthodes agricoles traditionnelles. L'utilisation d'intrants achetés, tels que  les engrais, les pesticides, les machines et l'irrigation est rare. Les coûts des équipements modernes ne permettent pas Haïti de les utiliser, c'est pourquoi les méthodes de culture traditionnelles sont privilégiées. Ce qui explique pourquoi elles sont plus importantes que dans tout autre pays de l'hémisphère occidental. Les petits agriculteurs n'ont pas non plus accès au crédit en temps voulu, ce qui a un impact sur leur capacité à tirer profit de certaines cultures et saisons de croissance. Lorsque le crédit est disponible, il est généralement accordé à des taux usuraires, ce qui a donné naissance à l'industrie locale du crédit informel. Les principales institutions financières publiques du pays accordent des prêts au secteur agricole, mais moins de 10 % des agriculteurs en bénéficient. Les principales sources de crédit comprennent le Bureau de crédit agricole, les sociétés de crédit agricole, les coopératives de crédit, les coopératives et les institutions créées par des organisations non gouvernementales.

## Recueil d'informations sur le monde de la CIA
En 2015, le produit intérieur brut d'Haïti  a été estimé à 18,54 milliards de dollars par le World Factbook, ce qui le place au 146e rang mondial (sur 230 pays). Bien que la croissance du PIB en Haïti soit l'une des plus rapides de la région, elle n'a pas été suffisante pour réduire de manière significative les taux de pauvreté.
| Champ                                | Haïti                                  |
| ------------------------------------ | -------------------------------------- |
| PIB (parité de pouvoir d'achat) :    | 18,54 milliards de dollars (est. 2014) |
| PIB - par habitant (PPA) :           | 1 800 $ (estimation 2014)              |
| L'espérance de vie à la naissance:   | 63,18 ans (est. 2014)                  |
| Taux de croissance de la population: | 1,08 % (estimation 2014)               |
| Dépenses de santé :                  | 9,4% du PIB (2013)                     |
| L'alphabétisation:                   | population totale : 60,7 % (est. 2015) |

## Programme des Nations unies pour le développement
Le Programme des Nations unies pour le développement a estimé le taux de pauvreté national en 2014 à 58,6 %, dont 24,7 % pour les personnes vivant dans la pauvreté absolue.
Les chiffres clés des objectifs du millénaire pour le développement (OMD) du PNUD sont les suivants :
En ce qui concerne la répartition des revenus, 1 % des Haïtiens les plus riches possèdent autant de richesse que les 45 % les plus pauvres  Il existe de nouvelles statistiques sur le seuil de pauvreté en Haïti basé sur la consommation. Le taux de pauvreté national est de 58,6% et le taux d'extrême pauvreté de 24,7 %.
Le taux net de scolarisation dans l'enseignement primaire augmente régulièrement, il était de 47 % en 1993, puis est monté à 88 % en 2011 . Le nombre d'enfants vaccinés contre la rougeole est passé de 25,80 % en 1987 à 85 % en 2013. Dans les zones rurales, 75 % des accouchements se font encore sans l'assistance d'un personnel qualifié en obstétrique. Dans les zones urbaines, près de 60 % des femmes accouchent avec une assistance médicale. La prévalence du VIH/SIDA s'est stabilisée chez les jeunes Haïtiens âgés de 15 à 24 ans, passant de 1% en 2006 à 0,9 % en 2012.

## Corruption
Haïti a été classé quinzième pays le plus corrompu au monde en 2014 par l'indice de perception de la corruption de Transparency International, avec un score IPC de 19, contre 74 pour les États-Unis. L’indice de perception de la corruption mesure les niveaux de corruption perçus dans le secteur public dans le monde. Il et à noter qu'aucun pays n’obtient le score parfait de 100, et que plus des deux tiers obtiennent un score inférieur à 50 sur une échelle de 0 (très corrompu) à 100 (pas de corruption).
Les études menées par Transparency International montrent une forte corrélation entre corruption et pauvreté. La corruption peut affecter plusieurs secteurs d’une nation, causant des problèmes dans les sphères sociale, politique et économique. La corruption généralisée peut conduire à des facteurs qui entravent  le rétablissement national, comme : des taux de croissance économique plus faibles, un système fiscal biaisé, une grande disparité entre les riches et les pauvres, une mise en œuvre médiocre des programmes sociaux, des dépenses sociales réduites et un accès inégal à l'éducation.
Haïti a un taux de croissance économique élevé pour la région, plusieurs programmes sociaux et des coûts d'éducation en baisse. Malgré ces points positifs des études ont montré que les donateurs internationaux ont mis du temps à aider Haïti, principalement en raison de la perception d'une corruption généralisée et des problèmes structurels existants dans le pays.
Les Nations unies estiment qu'un total de 13,34 milliards de dollars a été affecté au séisme de 2010 à Haïti  qui a causé 7,8 milliards de dollars de dégâts. Cette situation s'explique en grande partie par la perception de la corruption du gouvernement haïtien, alors que moins de 5 % de l'aide humanitaire a été acheminée par son intermédiaire. Selon le Bureau de l'envoyé spécial des Nations unies pour Haïti, en mars 2012, les fonds humanitaires engagés ou déboursés par les donateurs bilatéraux et multilatéraux en 2010 et 2011, seulement 1 % ont été promis au gouvernement haïtien,.

## Mortalité infantile
Haïti est confronté à un taux de mortalité infantile anormalement élevé depuis longtemps, même parmi les pays pauvres. Le taux de mortalité infantile d'Haïti de 53 décès pour 1 000 naissances (en 2011) est la conséquence d'un système de santé déficient, d'une pauvreté extrême et de l'impact de l'épidémie de sida. Mais il faut noter que le pays a réalisé des progrès notables en matière d'indicateurs de santé, la mortalité infantile ayant diminué de 44 % depuis 1990, soit plus rapidement que la moyenne mondiale, selon le rapport 2014 du Programme des Nations Unies pour le développement.
| Moins d'un an (pour 1 000 naissances vivantes)  | Moins d'un an (pour 1 000 naissances vivantes) | Moins d'un an (pour 1 000 naissances vivantes) |
| Année                                           | Décès                                          |                                                |
| ----------------------------------------------- | ---------------------------------------------- | ---------------------------------------------- |
| 1990                                            | 99                                             |                                                |
| 2009                                            | 64                                             |                                                |
| 2011                                            | 53                                             |                                                |
| Moins de 5 ans (pour 1 000 naissances vivantes) |                                                |                                                |
| Année                                           | Décès                                          |                                                |
| 1990                                            | 143                                            |                                                |
| 2009                                            | 87                                             |                                                |
| 2011                                            | 70                                             |                                                |

## Inégalité
Au niveau de l'indice du coefficient de Gini Haïti se classe 59,5. Les 10 % d'Haïtiens les plus riches recevant 47,83 % du revenu national, tandis que les 10 % les plus pauvres reçoivent moins de 0,9 %.

## Histoire
Le 17 avril 1825, le roi de France (Charles X) publie un décret déclarant que la France reconnaîtrait l'indépendance d'Haïti, mais seulement au prix de 150 millions de francs, soit dix fois le montant payé par les États-Unis pour le territoire de la Louisiane. Cette somme était destinée à dédommager les colons français pour le manque à gagner lié à l'esclavage. Des articles de journaux de l'époque révèlent que le roi de France savait que le gouvernement haïtien n'était pas en capacité d'effectuer ces paiements, car le total représentait plus de 10 fois le budget annuel d'Haïti. Charles X envoie le baron de Mackau pour délivrer l'ordonnance. Celui-ci arrive en Haïti en juillet, accompagné d'une escadre de 14 bricks de guerre transportant plus de 500 canons. Le 11 juillet 1825, devant cette menace d'attaque, le président haïtien Jean-Pierre Boyer se voit contraint de signer le document qui stipule que « les habitants actuels de la partie française de Saint-Domingue paieront [...] en cinq versements égaux [...] la somme de 150 000 000 de francs, destinée à indemniser les anciens colons ». Les chercheurs ont constaté que la dette de l'indépendance et la ponction qui en a résulté sur le trésor haïtien étaient directement responsables non seulement du sous-financement de l'éducation en Haïti au XXe siècle, mais aussi de l'absence de soins de santé et de l'incapacité du pays à développer des infrastructures publiques.